# Anton Sipman

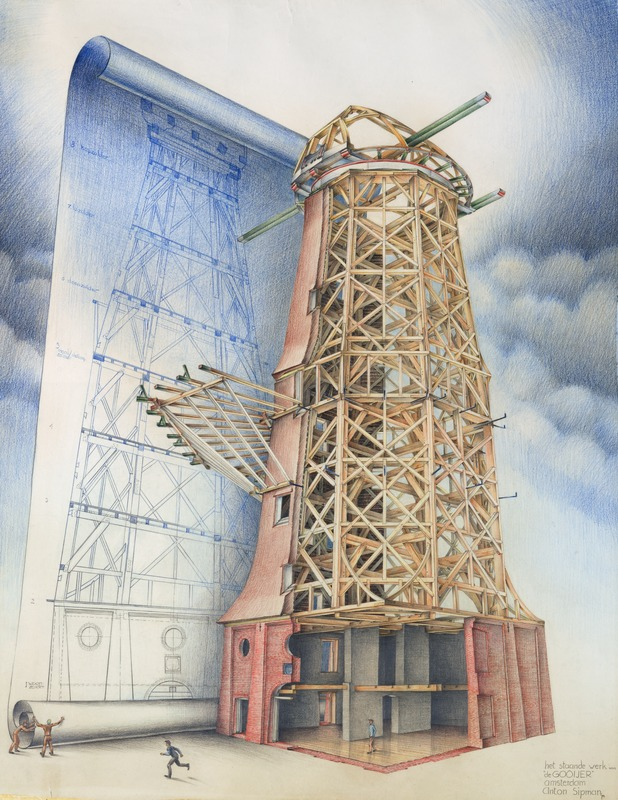
Het staandewerk van de Gooyer (Amsterdam) getekend door A.P. Sipman in 1971.

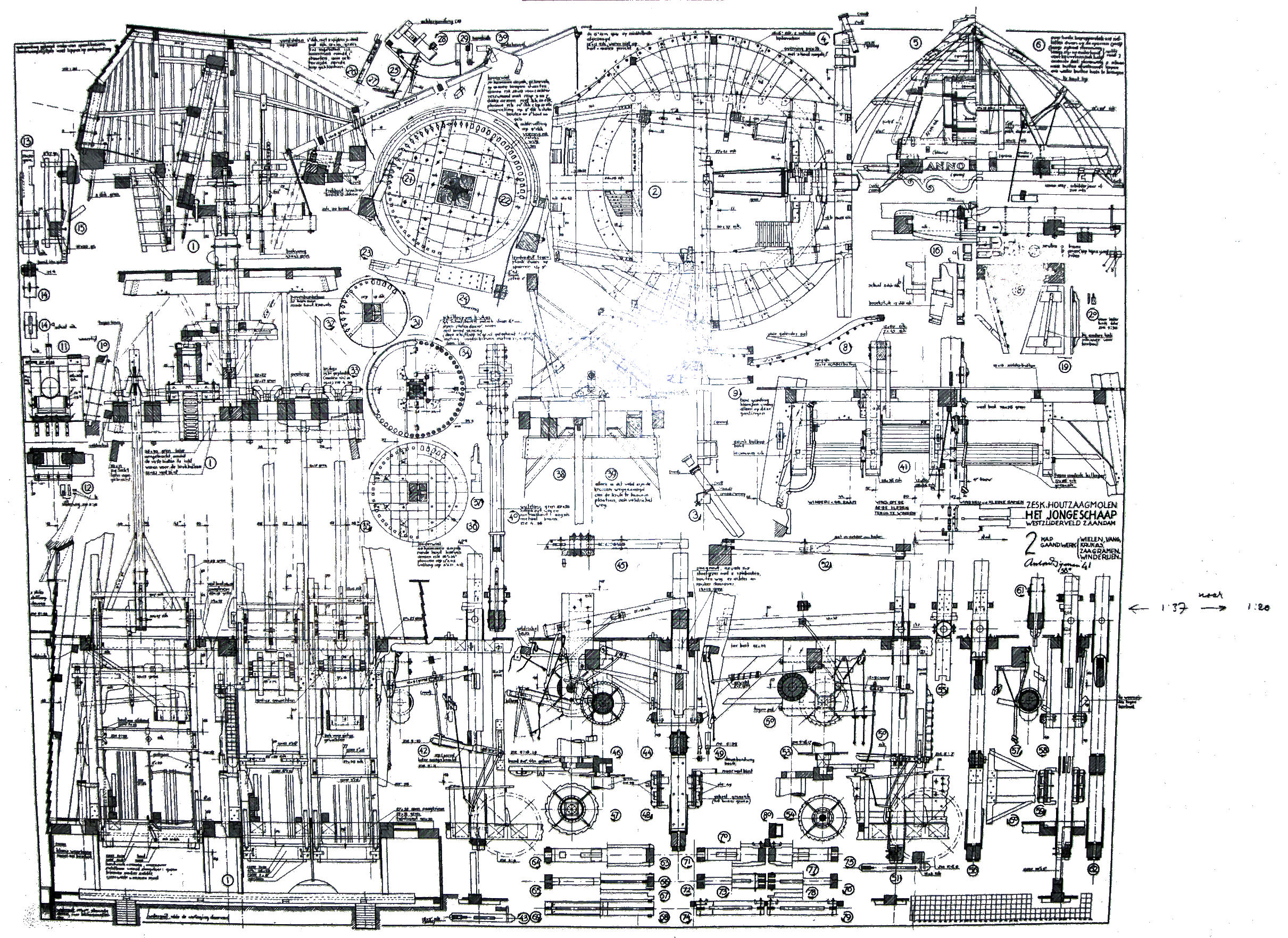
Molen Het Jonge Schaap, een houtzaagmolen aan de Zaanse Schans in de gemeente Zaanstad. Tekening Sipman.

Antoon Peter (Anton) Sipman (Anna Paulowna, 17 oktober 1906 – Nijmegen, 11 januari 1985) was een Nederlands molendeskundige, schrijver en tekenaar.
Hij werd geboren als boerenzoon in de Noord-Hollandse Anna Paulownapolder. Na het doorlopen van de hbs ging hij studeren aan de tekenacademie en in augustus 1929 haalde hij zijn middelbare akte MA-tekenen. Anton Sipman werkte als tekenleraar in Alkmaar en later in Arnhem. Eind jaren '20 kreeg hij een sterke belangstelling voor molens en vanaf 1934 besteedde hij bijna al zijn vrije tijd aan het tekenen van zowel het binnenwerk als de buitenkant van molens.
Bij de herbouw van de Zaanse molen Het Jonge Schaap is gebruikgemaakt van gedetailleerde tekeningen die Sipman voor de afbraak van de originele molen in 1942 had gemaakt. Na zijn pensionering heeft hij meerdere boeken geschreven over molens waarin zijn tekeningen een belangrijke plaats innemen.